# Arquidiocese de Tirana-Durrës
A Arquidiocese de Tirana-Durrës (em latim: Archidioecesis Tiranensis-Dyrracena) é uma sé metropolitana da Igreja Católica na Albânia. Em 2010, havia batizado 130.380 em uma população de cerca de 1.205.000 habitantes. Hoje é governada pelo arcebispo Arjan Dodaj.

## Território
A arquidiocese inclui as cidades de Durrës e Tirana, onde se localiza a Catedral de São Paulo.
O território está dividido em 18 paróquias.
A província eclesiástica inclui a Diocese de Rrëshen e a administração apostólica da Albânia Meridional.

## História
A diocese de Durrës tem origens antigas. Segundo a tradição, o primeiro bispo foi São Cesário, um dos setenta e dois discípulos, mencionado no Novo Testamento. Ainda de acordo com a tradição, São Asteio, sucessor de São Cesário, teria assumido o trono de Durrës, sendo martirizado durante o império de Trajano, por volta do ano 100.
O primeiro bispo historicamente estabelecido foi Eucário, presente no Primeiro Concílio de Éfeso em 431. Já naquela época a região recebia o nome da província romana de Ilíria. No século X, quatro dioceses são consideradas sufragâneas de Durrës: Stefaniaco, Cunavia, Croia e Elisso.
Nos séculos seguintes, a diocese foi muito disputada por diversos povos, como gregos, búlgaros e sérvios, tendo os gregos prevalecendo, e Durrës sendo colocada sob autoridade do Patriarca de Constantinopla.
Em 1400 perdeu o posto de metropolitana e tornou-se imediatamente sujeita à Santa Sé, mantendo o título de Arquidiocese. Durante a dominação otomana de 1501, a sucessão episcopal foi repetidamente interrompida e os bispos mudaram a sede episcopal para Kurbin, e, em 1509, para Canovia. Já no início do século XX, os arcebispos de Durrës residiam em Delbenisti.
Em 10 de março de 1926 no breve apostólico Quae rei sacrae, do Papa Pio XI, vendeu uma porção de terra, que correspondia à região de Epiro, à Arquidiocese de Corfu, Zacinto e Cefalônia.
A arquidiocese ficou fechada durante o regime comunista de Enver Hoxha – entre 18 de abril de 1958 e 1992 – período em que  foi considerada administração apostólica, sob o controle de Nikollë Troshani.
Em 23 de dezembro de 1992, a arquidiocese recebeu o nome de Durrës-Tirana, que perdura até hoje, pelo papa João Paulo II.
Em 7 de dezembro de 1996 parte do território da arquidiocese, juntamente com o que pertence à abadia territorial de Orosh (que foi suprimida), foi designado para a recém-erigida Diocese de Rrëshen.
Em 25 de janeiro de 2005 João Paulo II a restaura como metropolitana, através da bula papal Solet Apostolica Sedes.

## Líderes

### Arcebispos gregos
- Eucário (mencionado em 431)
- Lucas (antes de 449 - após 458)
- Desconhecido (mencionado em 519)
- Mariano (mencionado em 553 aprox.)
- Urbício (mencionado em 598)
- Sisinnio (mencionado em 692)
- Nicéforo (mencionado em 787)
- Antonio (mencionado em 822 aprox.)
- Luciano (mencionado em 879)
- Desconhecido (mencionado em 912 / 923 aprox.)
- Lorenzo (antes de 1030 - após 1054)

### Arcebispos latinos
- Manfredo (cerca de 1209 - 1211)
- A. (2 de agosto de 1211 - ?)
- Antonio (antes de 1296 - após a 1301)
- Pedro (antes de 1303 - após 1304)
- Mateus (antes de 1320 - após 1334)
- Pedro da Geronsa, OFM (23 de março de 1340 - ?)
- Ângelo, O.F.M. (1344)
- Antônio de Alexandria, O.F.M. (25 de maio de 1349)
- Demétrio (20 de dezembro de 1363 - ?)
- João (28 de setembro de 1388)
- Estefânio de Nápoles, O. Carm. (3 de junho de 1394 - ?)
- João Panella (15 de maio de 1395 - 16 de maio de 1399)
- Leonardo Piermicheli (5 de junho de 1399 - ?)
- Minore (13 de setembro de 1403)
- João de Durrës, OP (1º de outubro de 1412 - 1421 ou 1422)
- Nicolau Cosmas, O.F.M. (6 de julho de 1422)
- João de Monte (21 de outubro de 1429 - após 1441)
- Tiago de Kurtin (26 de janeiro de 1457)
- Estefânio Birello, MDG (9 de março de 1458 - 1459)
- Paulo Angelo (19 de maio de 1460)
- Nicola Barbudo, O.P. (5 de maio de 1469)
- Marco Cattaneo (16 de novembro de 1474 - agosto de 1487)
- Martino Firman (18 de fevereiro de 1492 - 6 de agosto de 1499)
- Francesco Quirini (27 de novembro de 1499 - 1º de agosto 1505)
- Nicola Foresio, OESA (1º de setembro de 1505 - 1510)
- Gabriele Mascioli Foschi, O.E.S.A. (1511 - 25 de outubro de 1534)
- George Stemagu (21 de junho de 1535 - aprox. 1540)
- Louis Bianchi, OFM Conv. (16 de abril de 1540 - ?)
  - Sede vacante
- Decio Carafa (aprox. 1608 - 7 de janeiro de 1613)
- Antonio Provana (21 de julho de 1622 - 19 de janeiro de 1632)
- Girolamo Greco (1634 - ?)
- Mark Stout, O.F.M. (10 de setembro de 1640 - 27 de abril de 1656)
- Nicola Carpegna (27 de agosto de 1657 - 1670)
- Gerardo Galata (19 de maio de 1670 - aprox. 1696)
  - Nicola Vladagni (27 de junho de 1698 - 30 de março de 1700) (administrador apostólico)
- Pedro Zumi (30 de março de 1700 - 1720)
- Peter Scurra (30 de setembro de 1720 - 1737)
- Giovanni Galata (26 de janeiro de 1739 - 28 de fevereiro de 1752)
- Nicolò Angelo Radovani (18 de dezembro de 1752 - antes de 16 de maio de 1774)
- Tommaso Mariagni (27 de junho de 1774 - 1808)
- Paolo Galata (1808 - 12 de agosto de 1836)
- Nicola Bianchi (26 de junho de 1838 - 7 de maio de 1843)
- Giorgio Labella, OFM.Ref. (26 de novembro de 1844 - 4 de junho de 1847)
- Raffaele D'Ambrosio, O.F.M.Ref. (17 de dezembro de 1847 - 27 de novembro de 1892)
- Primo Bianchi (17 de julho de 1893 - 12 de junho 1922)
- Francesco Melchiori, O.F.M. (12 de junho de 1922 - 31 de outubro de 1928)
- Pjetër Gjura (15 de maio de 1929 - 9 de julho de 1939)
- Nicola Vicenzo Prennushi, O.F.M. (26 de junho de 1940 - 19 de março de 1949)
  - Sede vacante (1949-1992)
  - Nikolle Troshani (18 de abril de 1958 - 1991) (administrador apostólico)
- Rrok Kola Mirdita (25 de dezembro de 1992 - 12 de dezembro de 2015)
- George Anthony Frendo (3 de dezembro de 2016 - 30 de novembro de 2021)
- Arjan Dodaj  (30 de novembro de 2021 - atual)

## Estatísticas
A arquidiocese, até o final de 2010, em uma população de 1.205.000 pessoas, havia batizado cerca de 130.380, o que corresponde a 10,8% do total.